# Stuart Annabella skót királyi hercegnő
Stuart Annabella (1436 – 1509), franciául: Annabelle Stuart, olaszul: Annabella di Scozia, angolul: Annabella Stewart, skót gaelül: Anabella Stiùbhart, születése jogán skót királyi hercegnő, a második házassága révén a válásáig Huntly grófnéja. A Stuart-ház tagja. Stuart Eleonóra tiroli grófné húga és XI. Lajos francia király sógornője. George Byron feltételezett ősanyja.

## Élete
Édesapja I. Jakab skót király, édesanyja Lancasteri Johanna, Somerset grófnője, Genti János lancasteri herceg unokája és III. Eduárd angol király dédunokája.
Annabella a francia udvarban nevelkedett nővérei társaságában. A testvérek közül a legidősebb, Stuart Margit (1424–1445) a francia trónörökösnek, a későbbi XI. Lajos francia királynak volt az első felesége. Annabella öt nővére közül a sorban következő Izabella (1426–1494/1499) I. Ferenc breton herceggel kötött házasságot 1442-ben, míg egy másik nővére, Eleonóra (1433–1480) Habsburg Zsigmond tiroli grófhoz ment feleségül. Annabellát Savoyai Lajos herceggel, I. Lajos savoyai herceg és Lusignan Anna ciprusi királyi hercegnő másodszülött fiával jegyezték el. A házassági szerződést Lajos és Annabella között 1444. december 14-én kötötték meg. A következő évben, 1445. augusztus 16-án meghalt Annabella nővére, Stuart Margit francia trónörökösné. A savoyai–skót házasságot 1447. december 17-én kötötték meg, de a frigy előbb a pár kiskorúsága, majd a leendő francia királlyal kötött újabb szoros családi kapcsolatok miatt sohasem teljesedett be, így gyermekeik sem születtek. Annabella 1455. március 3-án már a savoyai udvarban tartózkodott, de ekkor felmerült a házasságának felbontása, viszont a 25.000 aranyforint értékű hozományának a visszaszolgáltatása körül vita támadt a skót udvarral. Annabella bátyja, II. Jakab skót király 1456. május 7-én hosszas tárgyalások után beleegyezett, és ratifikálta a szerződést. Végül politikai okokból 1458-ban semmissé nyilvánították a házasságukat.
Annabella exférjét, Savoyai Lajost 1458. október 10-én eljegyezték elsőfokú unokatestvérével, I. Sarolta ciprusi királynővel, a házasságukat pedig 1459. október 4-én Nicosiában kötötték meg. Lajost 1459. október 7-én Ciprus, Jeruzsálem és Örményország királyává koronázták. 
Annabella visszatért Skóciába, ahol 1459. március 10-bén feleségül ment George Gordonhoz, aki 1470-ben az apja, Alexander Gordon halála után Huntly grófjává vált. Házasságuk ugyan beteljesedett, és Annabella több gyermeket szült férjének, de férje 1471. július 24-én házasságukat mégis érvényteleníttette azzal az indokkal, hogy Annabella rokonságban állt George Gordon első feleségével, Elizabeth Dunbarral. George Gordon ezután feleségül vette ágyasát, Elizabeth Hayt.
Annabella nem ment többé férjhez, de mindkét volt férjét túlélte, és 1509-ben halt meg.

## Gyermekei
- Első férjétől, Lajos (1436–1482) savoyai hercegtől, nem születtek gyermekei, elváltak
- Második férjétől, George Gordontól (1441–1501), Huntly grófjától, elváltak, hat gyermek:[3]
  - Alexander Gordon (–1523/24), Huntly 3. grófja
  - Adam Gordon, felesége Elizabeth Sutherland
  - William Gordon,[4] felesége Janet Ogilvy, utódok
  - James Gordon (–1498 után)
  - Janet Gordon (–1559), 1. férje Alexander Lindsay, 2. férje Patrick Gray, elváltak, 3. férje Patrick Butler, 4. férje James Halkerston
  - Isabella Gordon (–1485), férje William Hay (–1507)

## Külső hivatkozások
- Foundation for Medieval Genealogy/Savoy Genealogy – 2014. május 29.
- Foundation for Medieval Genealogy/Scotland Kings Genealogy – 2014. május 29.
- Euweb/The House of Savoy – 2014. május 29.
- Euweb/The Stuarts – 2014. május 29.
- Genealogie-Mittelalter/Ludwig Titular-König von Zypern-Jerusalem – 2014. május 29.
- Giuseppe Gullino: Ludovico di Savoia re di Cipro – 2014. május 29.
- Libro d'Oro della Nobiltà Mediterranea/Savoia – 2014. május 29.

| Előző Elizabeth Dunbar | Huntly grófnéja 1470 – 1471 | Következő Elizabeth Hay |